# جو ماكبرايد
جو ماكبرايد (بالإنجليزية: Joe McBride)‏ هو لاعب كرة قدم بريطاني في مركز الهجوم، ولد في 10 يونيو 1938 في غلاسكو في المملكة المتحدة، وتوفي بنفس المكان في 11 يوليو 2012. شارك مع منتخب اسكتلندا لكرة القدم. أما مع النوادي، فقد لعب مع دونفرملين أثلتيك ونادي بارتيك ثيسل ونادي سلتيك ونادي كلايد ونادي كيلمارنوك ونادي لوتون تاون ونادي ماذرويل ونادي هيبرنيان ووولفرهامبتون واندررز.

## وصلات خارجية
- جو ماكبرايد على موقع قاعدة بيانات كرة القدم.إي يو (الإنجليزية)
- جو ماكبرايد على موقع ناشيونال فوتبول تيمز (الإنجليزية)